# Pablo Cuadra
Pablo Maximiliano Cuadra (San Nicolás de los Arroyos, 6 giugno 1995) è un calciatore argentino, attaccante dei Santiago Wanderers.

## Carriera
Cresciuto nelle giovanili del Racing Club, ha esordito in prima squadra il 12 marzo 2017 in occasione del match vinto 3-0 contro il Lanús.

## Statistiche

### Presenze e reti nei club
Statistiche aggiornate al 5 marzo 2018.
| Stagione        | Squadra         | Campionato      | Campionato | Campionato | Coppe nazionali | Coppe nazionali | Coppe nazionali | Coppe continentali | Coppe continentali | Coppe continentali | Altre coppe | Altre coppe | Altre coppe | Totale | Totale | Totale |
| Stagione        | Squadra         | Comp            | Pres       | Reti       | Comp            | Pres            | Reti            | Comp               | Pres               | Reti               | Comp        | Pres        | Reti        | Pres   | Reti   |        |
| --------------- | --------------- | --------------- | ---------- | ---------- | --------------- | --------------- | --------------- | ------------------ | ------------------ | ------------------ | ----------- | ----------- | ----------- | ------ | ------ | ------ |
| 2016-2017       | Racing Club     | PD              | 15         | 1          | CA              | 2               | 0               | CS                 | 5                  | 2                  |             | -           | -           | 22     | 3      |        |
| 2017-2018       | Racing Club     | PD              | 9          | 1          | CA              | 0               | 0               | CL                 | 1                  | 0                  |             | -           | -           | 10     | 1      |        |
| Totale carriera | Totale carriera | Totale carriera | 24         | 2          |                 | 2               | 0               |                    | 6                  | 2                  |             | -           | -           | 32     | 4      |        |